# ناگیسا اوشیما
ناگیسا اوشیما (به ژاپنی: 大島 渚، اوشیما ناگیسا) ‏(۳۱ مارس ۱۹۳۲ – ۱۵ ژانویه ۲۰۱۳) کارگردانی ژاپنی بود. او فعالیت عمده‌اش در ژاپن بود.
چشمگیرترین استعداد ظاهر شده در دهه ۷۰–۶۰ که آثارش بیشتر به مسایل جوانان امروز، مسایل سیاسی و تباهی سیستم موجود می‌پردازد. فیلم‌های وی بسیار شخصی و سورئالیستی است. شهر عشق و امید، قصه بی‌رحم جوانی، گورستان، در قلمرو احساسات و امپراطوری هوس از فیلم‌های شاخص او به‌شمار میایند
درباره اوشیما نقدهای مثبت و منفی بسیار نوشته‌اند عده‌ای او را بواسطه نگاه بی پروا و خاص نسبت به معضلات اجتمایی مانند فقر، فساد و فحشا مورد انتقاد قرار داده و عده‌ای نیز همین رویکرد را جز خصوصیات بارز آثار او می‌دانند.

## فیلم‌شناسی

### کارگردانی
- فردای یکشنبه (۱۹۵۹)
- خیابان عشق و امید (۱۹۵۹)
- قصه بی‌رحم جوانی (۱۹۶۰)
- دفن خورشید (۱۹۶۰)
- شب و مه در ژاپن (۱۹۶۰)
- بگیر (۱۹۶۱)
- شورشی (۱۹۶۲)
- کودک اولین حادثه‌ای کوچک (۱۹۶۳)
- این را من در اینجا... (۱۹۶۴)
- لذت بشخصه (۱۹۶۵)
- در دفتر خاطرات (۱۹۶۵)
- خشونت در نیمروز (۱۹۶۶)
- قصه‌های از نینجا (۱۹۶۷)
- بخوان آواز جنسی: (رساله در تاریخ هرزه آهنگ ژاپنی) (۱۹۶۷)
- دو خودکشی: ژاپنی تابستان (۱۹۶۷)
- مرگ با تعلیق (۱۹۶۸)
- احیای سه درانکورد (۱۹۶۸)
- خاطرات شینگجائو دزد (۱۹۶۹)
- پسر (۱۹۶۹)
- مردی که وصيتش را بر فيلم گذاشت (۱۹۷۰)
- مراسم (۱۹۷۱)
- خواهر عزیز تابستانی (۱۹۷۲)
- در قلمرو احساسات (۱۹۷۶)
- امپراتوری هوس (۱۹۷۷)
- کریسمس مبارک، آقای لارنس (۱۹۸۳)
- بالاترین عزت دوشنبه (۱۹۸۶)
- تابو (۱۹۹۹)

### آثار تلویزیونی و مستند
- جوانان روی یخ (۱۹۶۲)
- ارتش را فراموش کرده‌ام (۱۹۶۳)
- آرامگاه جوانان (۱۹۶۴)
- شورشی در قلعه (۱۹۶۴)
- جیم شوجا (۱۹۶۴)
- عبور از اقیانوس آرام ... (۱۹۶۴)
- ملی کارگران راه‌آهن (۱۹۶۴)
- عوده به معلم قدیمی (۱۹۶۴)
- چرا من تو را دوست ... (۱۹۶۴)
- هیچ ... (۱۹۶۴)
- حادثه ماهیگیری کرجی (۱۹۶۵)
- جنگ اقیانوس آرام (۱۹۶۸)
- مائو تسه تونگ و انقلاب فرهنگی (۱۹۶۹)
- تفنگ کیوجین (۱۹۷۲)
- جوی! بنگال (۱۹۷۲)
- سیر و کور موسیقی دانان (۱۹۷۲)
- بنگال هیچ غری (۱۹۷۳)
- کایسن ... (۱۹۷۵)
- نبرد (۱۹۷۵) - مستند
- سرزمین طلایی بنگال (۱۹۷۶)
- آرامگاه گود رفته (۱۹۷۶)
- نبرد جزیره طلایی (۱۹۷۶)
- زندگی مائو (۱۹۷۶)
- یوکوئی و ۲۸ سال زندگی در گوام (۱۹۷۷)
- شیشاپانگما (۱۹۷۷)
- کیوتو، مکانی برای مادرم (۱۹۹۱)
- ۱۰۰ سال سینمای ژاپن (۱۹۹۴)